# Mosteiro de São Lucas
O Mosteiro de São Lucas (em grego: Ὅσιος Λουκᾶς) é um mosteiro bizantino da Grécia, situado no município de Distomo na região de Beócia. Foi inscrito como Patrimônio Mundial da UNESCO junto com o Mosteiro de Dafne e Mosteiro Novo de Quios. É conhecido por seus mosaicos sobre fundo dourado, que datam do século XI, suas pinturas e o refinamento de sua decoração: pisos de mármore, jaspe e pórfiro.
Dedicado a seu fundador, Lucas de Estiris, um ermitão do século X, cujos restos podem ser vistos na cripta, o Mosteiro de São Lucas é uma das construções medievais mais importantes da Grécia e também um dos mais visitados.

## História
Foi construído em 1011 sobre as fundações de uma igreja construída em 944. O plano octogonal da igreja converteu-se em uma referência importante para a arquitetura bizantina. No marco inicial do Império Otomano, o mosteiro foi o lugar de uma grande batalha, como demonstram os canhões expostos aqui. Em 1821, o bispo Isaías declarou seu apoio a causa da independência nacional. O santo fundador profetizou que o monastério estaria vivo "até o fim dos tempos". Desde sua fundação, há um milênio, até hoje em dia, a vida monástica nele não foi interrompida nunca, mantendo-se o patrimônio religioso vivo: a rica liturgia greco-ortodoxa com os maravilhosos cantos bizantinos. A paisagem que o rodeia é de uma grande beleza, dominando extensos olivais, cuidados com muito esmero. A comunidade monástica produz um dos melhores azeites ecológicos do Mediterrâneo.

## Galeria

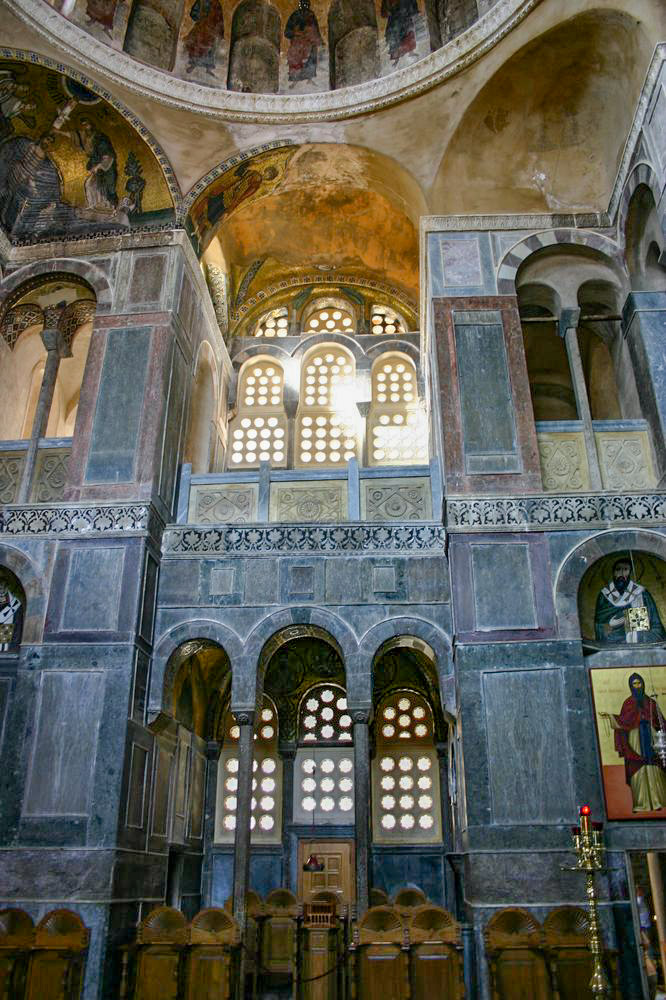
Interior do mosteiro.
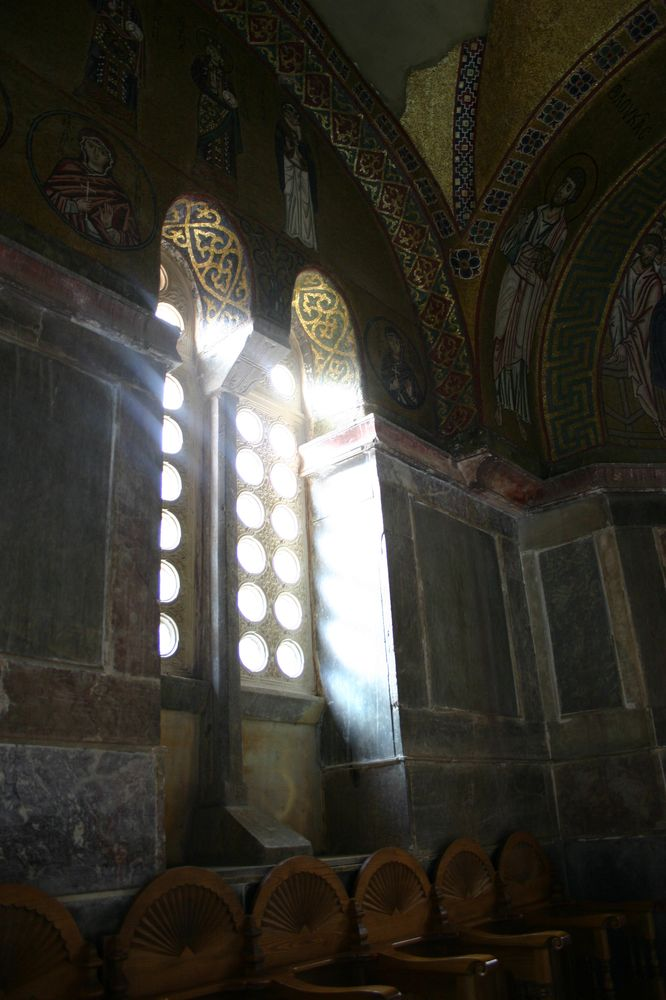
Janelas.
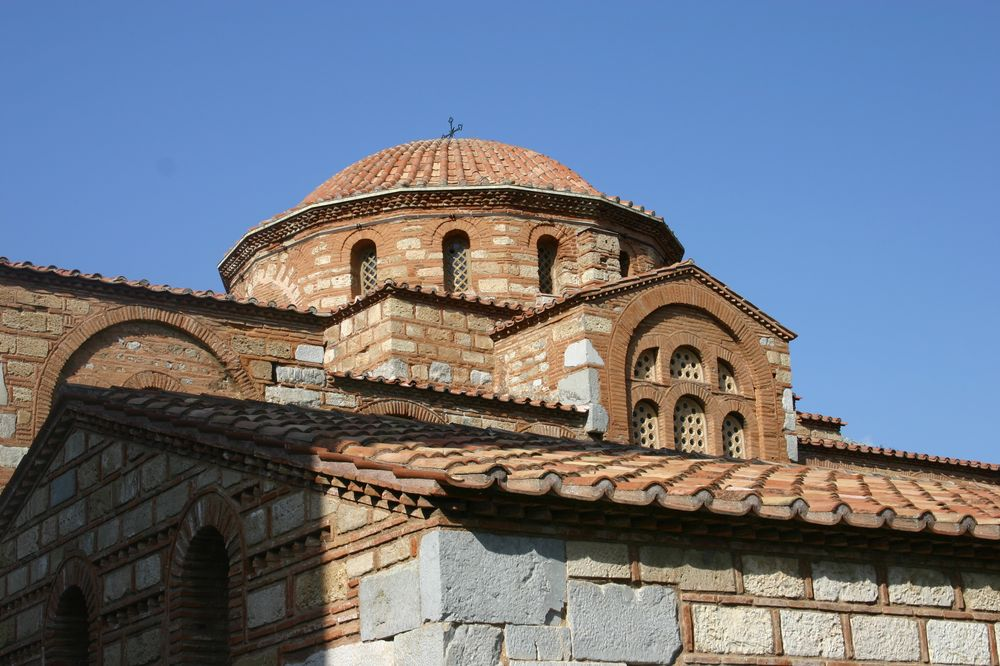
Cúpula.